# Дзерович Богдан Юліанович
Богдан Дзерович (нар. 1 вересня 1897, Миколаїв над Дністром, Австро-Угорщина — пом. 16 жовтня 1984, Нью-Йорк, США) — український політичний та громадський діяч, правник, учасник Визвольних Змагань, заступник міністра справедливості Українського державного правління в уряді Ярослава Стецька. Голова Товариства Українських Правників в Америці.

## Життєпис
Богдан Дзерович народився 1 вересня 1897 року в Миколаїв над Дністром, тепер Львівська область, у сім'ї священика Української греко-католицької церкви, галицький педагог, церковний та освітньо-культурний діяч Юліана Дзеровича та Наталії з Лотоцьких. Окрім Богдана було ще п'ятеро дітей: Адріян, Євген, Олександра Марія та Лідія.
Воював у лавах Української галицької армії. Брав участь в обороні Львова, Чортківській офензиві, підвищений у званні до чотаря, був ад'ютантом поручника Дмитра Блавацького, коменданта куреня 4-ї Золочівської бригади, побував у Чотирикутнику смерті, потрапив в польський полон.
У 1922 році закінчив правничий факультет Львівського університету. одружився з Ольгою Бохенською, працював адвокатом, міським суддею в Зборові (1925—1929), начальником міського суду Львова (1928—1939), юрисконсультом держбанку у Львові (1939—1941) брав активну участь громадській діяльності, призначений членом Тимчасово Державного правління (заступник секретаря юстиції) (1941).
Мешкав у Відні з 1944 року, а в 1949 році переїхав у США. Працював головним статистичного відділу «Catholic Charities» в Нью-Йорку. Брав активну участь у громадській діяльності української діаспори у США. Очолював Товариство Українських Правників в Америці. Входив до редакції «Правничого вісника», друкованого органу Товариства українських правників у США.
Помер 16 жовтня 1984 року в Нью-Йорку. Похований на українському православному цвинтарі святого Андрія у Савт Бавнд Бруку.